# Willis Kelly
Willis E. Kelly (* 2. Dezember 1909 in Buffalo; † 14. September 2012 im Claridon Township, Geauga County, Ohio) war ein US-amerikanischer Jazztrompeter.
Kelly fing mit zwölf Jahren an Trompete zu spielen; seine Karriere als professioneller Musiker begann er in New York City, wo er mit Musikern wie Artie Shaw, den Andrews Sisters, Lester Lennon und Kate Smith arbeitete. Während der 1940er Jahre spielte er in verschiedenen Bigbands wie der von Larry Clinton mit der Sängerin Bea Wain. Er trat auch 1960 bei den Feiern zur Amtseinführung von Präsident John F. Kennedy auf. Seinen Ruhestand verbrachte er ab 1975 im Geauga County in Ohio, wo er noch auf lokaler Ebene auftrat. Im Bereich des Jazz war er zwischen 1928 und 1950 an 28 Aufnahmesessions beteiligt, u. a. 1938 mit Louis Armstrong.